# Bjørn Dæhlie
Bjørn Dæhlie (Elverum, 19 juni 1967) is een Noors langlaufer. Met acht gouden en vier zilveren olympische medailles was hij tot de Olympische Winterspelen 2014 de succesvolste winterolympiër, hier nam zijn landgenoot Ole Einar Bjørndalen deze positie over.
Dæhlie groeide op in een deel van Noorwegen waar zaken als jagen, vissen, kajakken en skiën tot zijn dagelijks leven behoorden. Hij wilde eigenlijk voetballer worden, maar op aandrang van een trainer probeerde hij het langlaufen als sport. Na jaren van training haalde hij de internationale top.
In de jaren '90 was Dæhlie de beste langlaufer ter wereld. Hij won zeventien medailles bij wereldkampioenschappen, waaronder negen gouden. Zijn topjaar was 1997, toen hij op alle vijf de onderdelen van het WK een medaille haalde.
Bij de Olympische Winterspelen won hij twaalf medailles. Zijn generatie had het voordeel dat dit evenement binnen zes jaar driemaal gehouden werd. Na een botsing tijdens het rolschaatsen beëindigde hij zijn sportcarrière. Daarna ging hij de zakenwereld in. Hij heeft zijn eigen merk skiuitrusting. Ook presenteerde hij een tijd zijn eigen televisieprogramma.

## Olympische medailles
Albertville 1992:
- 30 km
- 15 km achtervolging
- 50 km
- 4x10 km estafette

Lillehammer 1994:
- 10 km
- 30 km
- 15 km achtervolging
- 4x10 km estafette

Nagano 1998:
- 10 km
- 15 km achtervolging
- 50 km
- 4x10 km estafette

1992: Vegard Ulvang ·
1994: Bjørn Dæhlie ·
1998: Bjørn Dæhlie
1924: Thorleif Haug ·
1928: Per-Erik Hedlund ·
1932: Veli Saarinen ·
1936: Elis Wiklund ·
1948: Nils Karlsson ·
1952: Veikko Hakulinen ·
1956: Sixten Jernberg ·
1960: Kalevi Hämäläinen ·
1964: Sixten Jernberg ·
1968: Ole Ellefsæter ·
1972: Pål Tyldum ·
1976: Ivar Formo ·
1980: Nikolaj Zimjatov ·
1984: Thomas Wassberg ·
1988: Gunde Svan ·
1992: Bjørn Dæhlie ·
1994: Vladimir Smirnov ·
1998: Bjørn Dæhlie ·
2002: Michail Ivanov ·
2006: Giorgio Di Centa ·
2010: Petter Northug ·
2014: Aleksandr Legkov ·
2018: Iivo Niskanen ·
2022: Aleksandr Bolsjoenov
1992: Bjørn Dæhlie ·
1994: Bjørn Dæhlie ·
1998: Thomas Alsgaard ·
2002: Thomas Alsgaard / Frode Estil ·
2006: Jevgeni Dementjev ·
2010: Marcus Hellner ·
2014: Dario Cologna ·
2018: Simen Hegstad Krüger ·
2022: Aleksandr Bolsjoenov
1936: Nurmela, Karppinen, Lähde, Jalkanen ·
1948: Östensson, Täpp, Eriksson, Lundström ·
1952: Hasu, Lonkila, Korhonen, Mäkelä ·
1956: Terentjev, Koltsjin, Anikin, Koezin ·
1960: Alatalo, Mäntyranta, Huhtala, Hakulinen ·
1964: Asph, Jernberg, Stefansson, Rönnlund ·
1968: Martinsen, Tyldum, Grønningen, Ellefsæter ·
1972: Voronkov, Skobov, Simasjov, Vedenin ·
1976: Pitkänen, Mieto, Teurajärvi, Koivisto ·
1980: Rotsjev, Bazjoekov, Beljajev, Zimjatov ·
1984: Wassberg, Kohlberg, Ottosson, Svan ·
1988: Ottosson, Wassberg, Svan, Mogren ·
1992: Langli, Ulvang, Skjeldal, Dæhlie ·
1994: Albarello, Vanzetta, De Zolt, Fauner ·
1998: Sivertsen, Jevne, Dæhlie, Alsgaard ·
2002: Alsgaard, Estil, Skjeldal, Aukland ·
2006: Valbusa, Di Centa, Piller Cottrer, Zorzi ·
2010: Richardsson, Olsson, Södergren, Hellner ·
2014: Nelson, Richardsson, Olsson, Hellner ·
2018: Tønseth, Sundby, Krüger, Klæbo ·
2022: Tsjervotkin, Bolsjoenov, Spitsov, Oestjoegov
- Bibsys: 97044013
- International Standard Name Identifier: 0000 0004 0801 6250
- Library of Congress Control Number: no2015034881
- Nationale Bibliotheek van Polen: a0000002926943
- Virtual International Authority File: 225364469
- WorldCat: E39PBJgd4pyHT4M4CQVb9KFYfq